# Lovisa Charlotta av Mecklenburg-Schwerin
Lovisa Charlotta av Mecklenburg-Schwerin (ty. Luise Charlotte) , född 19 november 1779 i Schwerin, död 4 januari 1801 i Gotha, var en tysk prinsessa, förlovad med Gustav IV Adolf 1795-97.
Hon var dotter till storhertig Fredrik Frans I av Mecklenburg-Schwerin och Luise av Sachsen-Gotha-Altenburg och syster till Charlotta Fredrika av Mecklenburg-Schwerin.
Lovisa förlovades 1 november 1795 med Gustav Adolf av Gustav Adolf Reuterholm. Förlovningen firades offentligt i både Sverige och Mecklenburg. Katarina den stora ville dock hellre att Gustav skulle gifta sig med hennes sondotter Alexandra Pavlovna, och Gustav intalades att Lovisa hade ett oattraktivt utseende, vilket fick honom att bryta förlovningen. Hennes far krävde dock kompensation, och genom fördraget i Malmö 1803 överlämnades den svenska staden i Wismar i Tyskland till Mecklenburg-Schwerin.
Lovisa gifte sig den 21 oktober 1797 med sin syssling på moderns sida, prins August av Sachsen-Gotha-Altenburg, i Ludwigslust. Hon dog fyra år efter vigseln, innan maken besteg tronen i Sachsen-Gotha-Altenburg. Hennes enda barn, Louise av Sachsen-Gotha-Altenburg, blev mor till Albert av Sachsen-Coburg-Gotha och svärmor till drottning Viktoria av Storbritannien.